# District de Baodi
Le district de Baodi (宝坻区 ; pinyin : Bǎodǐ Qū) est une subdivision de la municipalité de Tianjin en Chine.

## Démographie
La population du district était de 651 020 habitants en 1999.